# Malpe

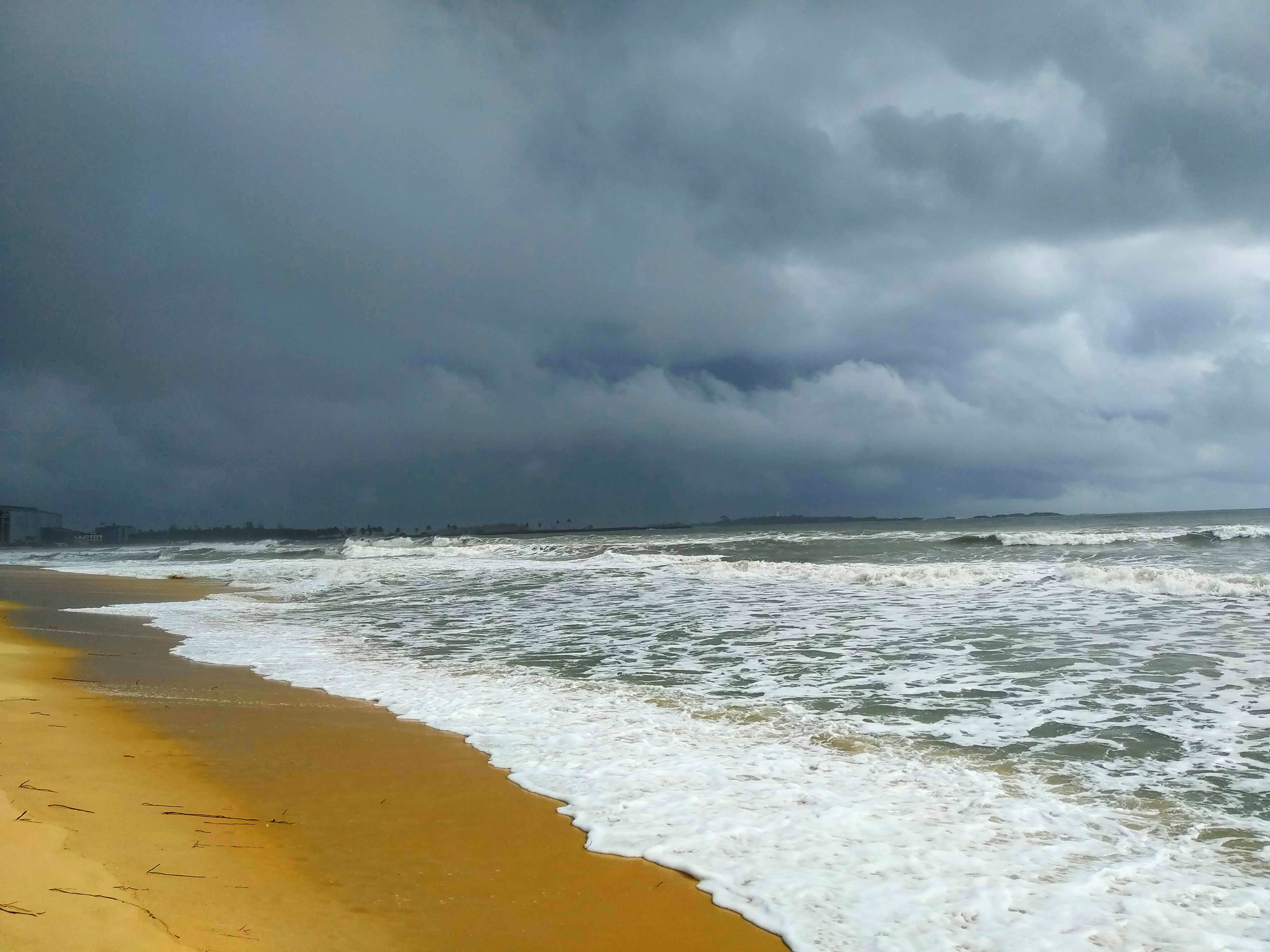

Malpe är en ort i Indien.   Den ligger i distriktet Udupi och delstaten Karnataka, i den södra delen av landet, 1 700 km söder om huvudstaden New Delhi. Malpe ligger 12 meter över havet och antalet invånare är 23 496.
Terrängen runt Malpe är platt. Havet är nära Malpe åt sydväst. Runt Malpe är det tätbefolkat, med 613 invånare per kvadratkilometer. Närmaste större samhälle är Udipi, 4,9 km öster om Malpe. 